# شهرك ثارالله (هشيوار)
شهرك ثاراللة (بالفارسية: شهرک ثارالله) هي قرية تقع في إيران في البلدة المركزية. يقدر عدد سكانها بـ 1,269 نسمة .